# Щелкун посевной малый
Щелкун посевной малый (лат. Agriotes sputator) — вид щелкунов из подсемейства Dendrometrinae.

## Распространение
Широко распространён в степях и лесостепях, также встречается и в южной части тайги. Населяет территорию европейскую часть бывшего СССР, куда входит Крым, Кавказ и Закавказье, север Казахстана, юг Сибири (от Уральских гор до Забайкалья), подножья гор Алатау. Зарегистрирован и на Дальнем Востоке (юг Сахалина). В Европе встречается везде (за исключением дальнего севера), также встречается в Северной Африке, Малой Азии, север Монголии. Интродуцирован в Северную Америку.

## Описание
Жук длиной от 6 до 9 мм, а шириной 1,8—2,8 мм. Личинки жёлтого цвета, длиной до 20 мм и шириной до 1,5 мм, удлинённые и жёсткие.

## Экология и местообитания
Один из сильнейших вредителей сельскохозяйственных культур. Вредитель большинства зерновых культур, а также кукурузы, подсолнечника, арахиса, свеклы обыкновенной, картофеля и других, даже молодые саженцы деревьев. Не сильно вредит бобовым (кроме арахиса), гречихе, льну, горчице. Максимальный ущерб наносит при поедании высеянных в почву семян, повреждении всходов, узла кущения у злаков, проделывании ходов в корнеплодах и клубнеплодах.
Жуки выходят из почвы, прогретой до 9—10 °C. Ведут скрытный образ жизни, активны во второй половине дня, лёт слабый, после захода солнца.